# Кубок Грузії з футболу 2004—2005
Кубок Грузії з футболу 2004–2005 — (також відомий як Кубок Давида Кіпіані) 15-й розіграш кубкового футбольного турніру у Грузії. Титул втретє здобув Локомотив (Тбілісі).

## Календар
| Раунд        | Дата                            | Матчі | Клуби   |
| ------------ | ------------------------------- | ----- | ------- |
| Перший раунд | 25 серпня - 3 вересня 2004      | 24    | 28 → 16 |
| 1/8 фіналу   | 20 жовтня 2004 - 14 лютого 2005 | 16    | 16 → 8  |
| 1/4 фіналу   | 1 грудня 2004 - 8 березня 2005  | 8     | 8 → 4   |
| 1/2 фіналу   | 6 квітня/4 травня 2005          | 4     | 4 → 2   |
| Фінал        | 26 травня 2005                  | 1     | 2 → 1   |

## Перший раунд
| Команда 1                   | Заг.    | Команда 2               | 1-й матч | 2-й матч |
| --------------------------- | ------- | ----------------------- | -------- | -------- |
| 25 серпня/3 вересня 2004    |         |                         |          |          |
| Торпедо (Кутаїсі)           | 11:5    | Гурія (Ланчхуті) (2)    | 6:0      | 5:5      |
| Колхеті-1913 (Поті)         | 7:0     | Егрісі (Сенакі) (3)     | 5:0      | 2:0      |
| Динамо (Батумі)             | 5:1     | Колхеті (Хобі) (3)      | 4:0      | 1:1      |
| Зестафоні                   | 7:4     | Магароелі (Чиатура) (2) | 3:2      | 4:2      |
| Чихура (Сачкере) (2)        | 3:6     | Амері (Тбілісі)         | 1:2      | 2:4      |
| Локомотив (Тбілісі)         | 3:0     | Іверія (Хашурі) (2)     | 3:0      | 0:0      |
| Сіоні (Болнісі)             | 3:2     | Боржомі (2)             | 2:2      | 1:0      |
| Руставі (2)                 | 2:2 (ч) | Чабукіані (2)           | 2:1      | 0:1      |
| Спартак (Тбілісі) (2)       | 3:1     | Цхумі (Сухумі) (3)      | 3:1      | 0:0      |
| Цхінвалі (2)                | 3:1     | Мухрані (3)             | 2:0      | 1:1      |
| Мілані-Мерані (Тбілісі) (2) | 3:2     | Кахеті (Телаві) (2)     | 2:0      | 1:2      |
| Према (Тбілісі) (3)         | 3:0     | Саґареджо (2)           | 1:0      | 2:0      |

## 1/8 фіналу
| Команда 1                    | Заг.    | Команда 2                   | 1-й матч | 2-й матч |
| ---------------------------- | ------- | --------------------------- | -------- | -------- |
| 20 жовтня/3 листопада 2004   |         |                             |          |          |
| ВІТ Джорджія                 | 12:0    | Чабукіані (2)               | 6:0      | 6:0      |
| Динамо (Батумі)              | 5:0     | Према (Тбілісі) (3)         | 1:0      | 4:0      |
| Сіоні (Болнісі)              | 2:5     | Амері (Тбілісі)             | 2:3      | 0:2      |
| Торпедо (Кутаїсі)            | 4:2     | Мілані-Мерані (Тбілісі) (2) | 4:0      | 0:2      |
| Колхеті-1913 (Поті)          | 6:0     | Цхінвалі (2)                | 4:0      | 2:0      |
| Тбілісі                      | 5:4     | Діла (Горі)                 | 2:0      | 3:4      |
| Спартак (Тбілісі) (2)        | 2:8     | Локомотив (Тбілісі)         | 1:2      | 1:6      |
| 9 грудня 2004/14 лютого 2005 |         |                             |          |          |
| Динамо (Тбілісі)             | 2:2 (ч) | Зестафоні                   | 2:1      | 0:1      |

## 1/4 фіналу
| Команда 1                | Заг. | Команда 2           | 1-й матч | 2-й матч |
| ------------------------ | ---- | ------------------- | -------- | -------- |
| 1/9 грудня 2004          |      |                     |          |          |
| Тбілісі                  | 3:2  | Торпедо (Кутаїсі)   | 2:0      | 1:2      |
| ВІТ Джорджія             | 7:2  | Амері (Тбілісі)     | 5:2      | 2:0      |
| Колхеті-1913 (Поті)      | 0:2  | Локомотив (Тбілісі) | 0:0      | 0:2      |
| 21 лютого/8 березня 2005 |      |                     |          |          |
| Динамо (Батумі)          | 0:1  | Зестафоні           | 0:0      | 0:1      |

## 1/2 фіналу
| Команда 1              | Заг. | Команда 2    | 1-й матч | 2-й матч |
| ---------------------- | ---- | ------------ | -------- | -------- |
| 6 квітня/4 травня 2005 |      |              |          |          |
| Локомотив (Тбілісі)    | 4:1  | ВІТ Джорджія | 2:0      | 2:1      |
| Тбілісі                | 1:2  | Зестафоні    | 0:0      | 1:2      |

## Фінал
| 26 травня 2005 |

| Зестафоні | 0:2      | Локомотив (Тбілісі)        |
| --------- | -------- | -------------------------- |
|           | Протокол | Бобохідзе 55' Манчхава 60' |

| Стадіон імені Бориса Пайчадзе, Тбілісі Глядачів: 20 000 Арбітр: Леван Паніашвілі |